# Почесний громадянин Старої Загори
Почесний громадянин Старої Загори — почесне звання болгарського міста Стара Загора. Присуджується повнолітнім болгарським та іноземним громадянам, за життя або посмертно, за значні досягнення в усіх сферах суспільного життя та тим, що проявили мужність, громадянську доблесть та героїзм.

## Історія
18 вересня 1933 року сина легендарного генерала Йосипа Гурка, генерала від кавалерії Василя Йосиповича Гурка, який перебував у місті, оголосили почесним громадянином міста.
18 червня 1947 року у кінотеатрі просто неба відбулися урочисті збори з нагоди 65-річчя Георгія Димитрова. Прем'єр-міністра проголошено почесним громадянином Старої Загори. Вулицю «Цар Симеон» перейменовано на бульвар «Георгій Димитров».
1 серпня 1947 року у зв'язку з відзначенням 70-ї річниці російсько-турецької війни, добровольці визвольної війни, що ще були живі на той час, були нагороджені орденом «9 вересня» і проголошені почесними громадянами Старої Загори: Кристю Попов Янков, Тодор Іл. Калоянов, Станчо Маринов Топалов, Тодор Радев Райчев-Комітата, Атанас Лазаров Зейрійський, Петко Райков Налбантов, Василь Стоянов Дусебарскі, Дімо Петков Дімов, Недю Іванов Гюдюлев, Іван Алтабанов, Петар Ніколов Петров та Іван Христов Сарапетков.
26 квітня 1957 року Вища рада міста затверджує положення про звання «Почесний громадянин Старої Загори» та проєкт почесного знака.
Рішенням № 3/04.10.1993 на 23-й сесії Муніципальної ради було прийнято нове положення про присвоєння звання «Почесний громадянин».
8 березня 2005 року Муніципальна рада скасувала положення 1993 року та прийняла нові Положення про присвоєння звання «Почесний громадянин Старої Загори».
29 квітня 2010 року Муніципальна рада скасувала положення 2005 року та прийняла нове Положення про відзнаки та нагороди муніципалітету Стара Загора.
Згідно з новим положенням нагорода присуджується рішенням Муніципальної ради з нагоди свята муніципалітету Стара Загора — 5 жовтня, або в інших виняткових випадках. Протягом одного календарного року присуджується не більше однієї нагороди «Почесний громадянин муніципалітету Стара Загора».

## Регламент
Муніципальна рада приймає рішення таємним голосуванням та більшістю 2/3 від загальної кількості радників. У свято муніципалітету Стара Загора, 5 жовтня, мер муніципалітету, а за його відсутності голова Муніципальної ради, урочисто вручає особам, нагородженим нагородою «Почесний громадянин Стара Загора»:
- почесне намисто;
- почесний ключ (маленький варіант);
- диплом;
- грошову винагороду у розмірі 1000 левів.

При посмертному присудженні нагороди, символіка вручається спадкоємцям за законом.
Імена тих, кому присвоєно звання «Почесний громадянин муніципалітету Стара Загора», разом із фотографією та короткими біографічними даними, заносяться до спеціальної книги, яка зберігається у Голови Муніципальної ради.
Почесний громадянин має право бути прийнятим у будь-який час Головою Муніципальної ради та Мером муніципалітету Стара Загора та брати участь у всіх офіційних заходах у місті.

## Список почесних громадян Старої Загори (з 1993 року)
| № з/п | Почесний громадянин                  | Коротко про лауреата | Рік присвоєння |
| ----- | ------------------------------------ | --- | -------------- |
| 1     | Веселин Ханчев                       | поет | 1962           |
| 2     | Василь Банніков                      | брав участь у будівництві АТЗ, громадянин СРСР | 1963           |
| 3     | Терешкова Валентина Володимирівна    | космонавтка, громадянка СРСР | 1963           |
| 4     | Биковський Валерій Федорович         | космонавт, громадянин СРСР | 1963           |
| 5     | Брежнєв Леонід Ілліч                 | член Президії та секретар ЦК КПРС, громадянин СРСР | 1964           |
| 6     | Ішков Олександр Якимович             | Міністр рибної промисловості СРСР | 1964           |
| 7     | Вальтер Ульбріхт                     | Перший секретар Німецької соціалістичної єдної партії та Голова Державної ради НДР | 1964           |
| 8     | Чернов Володимир Олександрович       | десантник. До 09.09.1944 брав участь у партизанському русі в Старозагорському районі, громадянин СРСР | 1965           |
| 9     | Хламов Григорій Сергійович           | начальник Головного управління Державного резерву матеріалів при Раді Міністрів СРСР | 1966           |
| 10    | Токарев Олексій Михайлович           | у зв'язку з дружбою між містом Стара Загора та містом Куйбишев, громадянин СРСР | 1966           |
| 11    | Димитар Димитров                     | присвятив свою наукову діяльність давній історії Старої Загори | 1967           |
| 12    | Дамян Іванов                         | за багаторічну роботу в будівельних організаціях міста | 1967           |
| 13    | Койчо Пенчев                         | за багаторічну роботу в будівельних організаціях міста | 1967           |
| 14    | Еньо Петков                          | за багаторічну роботу в будівельних організаціях міста | 1967           |
| 15    | Атанас Атанасов                      | за багаторічну роботу в будівельних організаціях міста | 1967           |
| 16    | Іван Іванов                          | за багаторічну роботу в будівельних організаціях міста | 1967           |
| 17    | Іван Костов                          | за багаторічну працю в будівельних організаціях міста | 1967           |
| 18    | Іван Стоянов                         | поет | 1967           |
| 19    | Позанов Олександр Михайлович         | у зв'язку з проживанням у місті Стара Загора, громадянин СРСР | 1968           |
| 20    | Гусєв Анатолій Григорович            | у зв'язку з проживанням у місті Стара Загора, громадянин СРСР | 1968           |
| 21    | Тано Цолов                           | член Центрального Комітету Болгарської комуністичної партії, у зв'язку з проживанням у місті Стара Загора | 1968           |
| 22    | Скачков Семен Андрійович             | голова Комітету взаємодопомоги СРСР | 1968           |
| 23    | Мойсейченко Степан Іванович          | офіцер Червоної Армії, громадянин СРСР | 1968           |
| 24    | Білоус Леонід Устинович              | у зв'язку з проживанням у місті Стара Загора, громадянин СРСР | 1968           |
| 25    | Петко Стайнов                        | композитор, з нагоди 20-річчя з дня створення Міського представницького дитячого хору | 1969           |
| 26    | Ружа Делчева                         | народна артистка | 1969           |
| 27    | Стефан Гецов                         | художник | 1969           |
| 28    | Нікола Ніколов                       | оперний співак | 1969           |
| 29    | Любомир Кабакчієв                    | художник | 1969           |
| 30    | Василь Хренов                        | керівник групи радянських спеціалістів, які брали участь у будівництві комплексу «Маріца-Схід», громадянин СРСР | 1969           |
| 31    | Костандов Леонід Аркадійович         | Міністр хімії СРСР | 1969           |
| 32    | Органов Микола Миколайович           | перший заступник голови Товариства радянсько-болгарської дружби в Москві, громадянин СРСР | 1969           |
| 33    | Судець Володимир Миколайович         | заступник голови Товариства радянсько-болгарської дружби в Москві, громадянин СРСР | 1969           |
| 34    | Неопіханов Геннадій Павлович         | спеціаліст, брав участь у будівництві капролактамового заводу, громадянин СРСР | 1969           |
| 35    | Христо Шанов                         | секретар ЦК Болгарської комуністичної партії, з нагоди його 50-річчя | 1969           |
| 36    | Мара Нанева                          | скульптор, автор пам'ятника Леніну в Старій Загорі | 1970           |
| 37    | Ніколаєв Андріян Григорович          | льотчик-космонавт, громадянин СРСР | 1971           |
| 38    | Дімо Новаков                         | за заслуги у розбудові та зміцненні Болгарської комуністичної партії, член Центрального Комітету Болгарської комуністичної партії | 1972           |
| 39    | Микола Гяуров                        | оперний співак | 1972           |
| 40    | Маресьєв Олексій Петрович            | льотчик, Герой СРСР, у зв'язку з перебуванням у нашому місті | 1973           |
| 41    | Крастьо Желязков                     | учасник боротьби з капіталізмом | 1973           |
| 42    | Єлисєєв Олексій Станіславович        | космонавт, громадянин СРСР | 1976           |
| 43    | Байбаков Микола Костянтинович        | за цінну допомогу в розвитку хімічної промисловості, електроніки та інших галузей промисловості, громадянин СРСР | 1977           |
| 44    | Никола Динев                         | заслужений майстер спорту та чемпіон світу з боротьби | 1977           |
| 45    | Марін Големінов                      | композитор | 1977           |
| 46    | Стойо Неделчев-Чочоолу               | за великі заслуги в русі опору та в побудові розвиненого соціалістичного суспільства в Народній Республіці Болгарія | 1978           |
| 47    | Георгій Іванов                       | перший болгарський космонавт | 1979           |
| 48    | Рукавишников Микола Миколайович      | космонавт | 1979           |
| 49    | Георгій Георгієв                     | Герой Соціалістичної Праці, за активну участь у боротьбі з фашизмом і капіталізмом, народний депутат | 1981           |
| 50    | Бальмонт Борис Володимирович         | Міністр машинобудівної промисловості СРСР | 1981           |
| 51    | Воєводін Володимир Михайлович        | заступник Міністра машинобудівної промисловості СРСР | 1981           |
| 52    | Соломенцев Михайло Сергійович        | кандидат у члени ЦК КПРС та Голова Ради Міністрів РРФСР | 1982           |
| 53    | Атанас Петков Стоянов                | будівельник у СМК | 1982           |
| 54    | Дімітар Узунов                       | оперний співак | 1983           |
| 55    | Георгій Панков                       | Міністр хімічної промисловості, у зв'язку з 20-ю річницею введення в експлуатацію Хімічного заводу | 1983           |
| 56    | Анна Томова-Синтова                  | оперна співачка | 1983           |
| 57    | Атанас Петров                        | Заслужений працівник харчової промисловості, у зв'язку з присвоєнням йому звання «Герой Соціалістичної Праці» | 1984           |
| 58    | Вато Груєв                           | Заслужений діяч науки, професор, за особливо великі заслуги у будівництві ВІЗВМ | 1984           |
| 59    | Костас Дімітріос Канідіс             | альпініст, учасник болгарської експедиції «Еверест-84» | 1984           |
| 60    | Людмила Андонова                     | спортсменка, рекордсменка світу зі стрибків у висоту | 1984           |
| 61    | Павло Матев                          | поет | 1984           |
| 62    | Христо Стайков                       | за особистий внесок у зміцнення народної влади та нагородження орденом «Георгій Димитров» | 1985           |
| 63    | Йордан Капсамунов                    | мер міста Стара Загора | 1985           |
| 64    | Дойка Докузова                       | за активну участь у боротьбі з фашизмом та капіталізмом | 1987           |
| 65    | Пенка Стойкова                       | заслужений майстер спорту | 1987           |
| 66    | Соловйов Анатолій Якович             | за успішне виконання науково-технічної програми «Шипка '88» у спільному болгаро-радянському космічному польоті, громадянин СРСР | 1988           |
| 67    | Савіних Віктор Петрович              | за успішне виконання науково-технічної програми «Шипка '88» у спільному болгаро-радянському космічному польоті, громадянин СРСР | 1988           |
| 68    | Александр Александров                | болгарський льотчик-космонавт, за успішне виконання науково-технічної програми «Шипка '88» | 1988           |
| 69    | Рене Йорданова                       | оперна співачка | 1993           |
| 70    | Димитар Караджов                     | художник, поет, педагог, перекладач | 1993           |
| 71    | Іван Попчев                          | художник (посмертно) | 1994           |
| 72    | Христо Кацаров                       | поет, драматург (посмертно) | 1994           |
| 73    | Недьо Александров                    | історик та громадський діяч | 1994           |
| 74    | Петро Русков                         | художник та сценограф | 1994           |
| 75    | Едіт Гайсс                           | доктор філологічних наук, Берлін, Німеччина, за видатний внесок у наукові дослідження та популяризацію історії Августа Траяна у всьому світі завдяки опублікованій нею науковій праці | 1994           |
| 76    | Христо Огнянов                       | письменник, історик, журналіст | 1994           |
| 77    | Митрополит Старозагорський Панкратій | за збереження церковної спадщини | 1995           |
| 78    | Василь Михайлов                      | художник | 1995           |
| 79    | Іван Неделчев                        | енциклопедист, краєзнавець, письменник (посмертно) | 1996           |
| 80    | Веселина Кацарова                    | оперна співачка | 1996           |
| 81    | Радослав Димитров                    | льотчик-випробувач (посмертно), загинув при виконанні службових обов'язків | 1996           |
| 82    | Димитар Димитров                     | багаторічний диригент Старозагорської опери | 1996           |
| 83    | Мітко Гогошев                        | фізик, за внесок у космічну науку (посмертно) | 1997           |
| 84    | Леда Мілева                          | поетеса та перекладачка, за пожертву, пов'язану з будинком-музеєм «Гео Мілева» | 1997           |
| 85    | Мінчо Драндаревський                 | за віддане служіння народу та Болгарській академії наук (посмертно) | 1997           |
| 86    | Делчо Делчев                         | генерал-майор | 1998           |
| 87    | Кирил Тодоров                        | композитор | 1998           |
| 88    | Олександр Михайлов-Аличко            | музикант | 1998           |
| 89    | Росен Іванов                         | лікар, ортопед | 1999           |
| 90    | Стефка Мінева                        | оперна співачка | 1999           |
| 91    | Андон Геров                          | вчений, творець місцевої породи бурої худоби для Південної Болгарії | 1999           |
| 92    | Никола Бонев                         | астроном, засновник Старозагорської обсерваторії (посмертно) | 1999           |
| 93    | Минко Балканський                    | фізик зі світовим ім'ям | 2000           |
| 94    | Наум Шопов                           | художник | 2000           |
| 95    | Никола Кайшев                        | засновник і багаторічний голова Фракійського та Македоно-Адріатичного товариства у Старій Загорі, будівничий Старої Загори на початку століття (посмертно) | 2000           |
| 96    | Стойчо Стойчев                       | поет (посмертно) | 2000           |
| 97    | Арманд Перего                        | Страсбург (Франція), за активну благодійну діяльність | 2000           |
| 98    | Росиця Баталова                      | диригентка, популяризаторка болгарського класичного мистецтва, авторка трьох книг про рідне місто | 2000           |
| 99    | Александр Йосифов                    | композитор | 2000           |
| 100   | Іванка Колева                        | паралімпійська чемпіонка | 2000           |
| 101   | Станчо Колев                         | чемпіон світу з боротьби | 2000           |
| 102   | Петар Жеков                          | генетик і композитор | 2002           |
| 103   | Крум Георгієв                        | фольклорист | 2002           |
| 104   | Георгій Велев                        | художник | 2002           |
| 105   | Никола Ненов                         | лікар (посмертно) | 2002           |
| 106   | Богдана Попова                       | хоровий диригент | 2003           |
| 107   | Веселин Ненов                        | композитор і диригент | 2003           |
| 108   | Величка Койчева                      | музейний працівник | 2003           |
| 109   | Жеко Христов                         | поет (посмертно) | 2003           |
| 110   | Дарина Крастінова                    | офтальмолог | 2003           |
| 111   | Іван Карабалієв                      | викладач Фракійського університету | 2003           |
| 112   | Добрі Костін                         | старший тренер зі спортивної акробатики | 2003           |
| 113   | Таньо Клісуров                       | поет | 2004           |
| 114   | Димитар Македонський                 | викладач | 2004           |
| 115   | Борис Христов                        | всесвітньо відомий оперний співак, бас (посмертно) | 2004           |
| 116   | Димитар Николов                      | музейний працівник | 2004           |
| 117   | Іво Папазов-Ібряма                   | музикант | 2005           |
| 118   | Світлозар Дойчев                     | вчитель математики у початковій та середній школі «Гео Мілєв» у Старій Загорі, автор підручників, наставник національної збірної з математики | 2008           |
| 119   | Явор Янакієв                         | спортсмен, спортсмен з класичної боротьби, чемпіон світу 2007 року, бронзовий призер Олімпійських ігор у Пекіні 2008 року | 2008           |
| 120   | Христина Морфова                     | оперна співачка (посмертно) | 2008           |
| 122   | Димитар Рачев                        | адвокат, суддя, арбітр та культурний діяч | 2010           |
| 123   | Петар Губчев                         | головний тренер ПФК «Берое», Стара Загора | 2013           |
| 124   | Димо Бухчев                          | за яскраву та тривалу присутність у громадському та культурному житті Старої Загори, як наступник однієї зі старих старозагорських промислових родин, яка сприяла економічному процвітанню та культурному зростанню міста | 2014           |
| 125   | Петра Мечева                         | за внесок у відродження та збереження національної історичної пам'яті | 2015           |
| 126   | Канчо Матев                          | за загальний внесок та заслуги у розвиток системи освіти | 2016           |
| 127   | Петко Петков                         | за загальний внесок та заслуги у розвиток спорту | 2016           |
| 128   | Христо Стоїчков                      | болгарський футболіст, володар найпрестижніших футбольних нагород «Золотий м'яч», «Золотий бутс», Кубка європейських чемпіонів, Кубка володарів кубків та найкращий бомбардир чемпіонату світу 1994 року в США | 2017           |
| 129   | Марія Жекова                         | видатна громадська діячка, яка зробила безпрецедентний жест, подарувавши будівлю в центрі міста, в якій, за її проханням, буде створено Культурний центр для талановитих дітей, що розвиває потенціал юних старозагорців, названий на честь її покійного брата, професора Петара Жекова, композитора, письменника, генетика та володаря звання «Почесний громадянин Старої Загори» | 2019           |
| 130   | Сніжана Дескова-Станішева            | колишня прима-балерина Старозагорської опери та 44-річний художній керівник і викладач балету Школи класичного танцю при Національному громадському центрі «Родина, 1860», з винятковою присутністю в культурному житті Старої Загори | 2019           |
| 131   | Іван Аяров                           | багаторічний голова громадського центру «Святий Климент Охридський, 1858», лауреат Великої премії «Святий Климент Охридський», «Заслужений працівником громадського центру за 2020 рік» | 2020           |
| 132   | Іван Божков                          | перший ректор Фракійського університету. Є почесним доктором Фракійського університету, почесним доктором Московської ветеринарної академії, Казанської ветеринарної академії, Кубинського наукового ветеринарно-медичного товариства, Наукового ветеринарного товариства НДР тощо | 2021           |
| 133   | Златі Златєв                         | графік, майстер малюнка, живописець, викладач | 2022           |
| 134   | Євген Янчовський                     | футболіст та колишній тренер Футбольного клубу «Берое-1916» | 2023           |
| 135   | Любомир Любенов                      | видатний викладач вищої математики, а також директор Районного центру математики та інформатики середньої школи. Він є лауреатом численних нагород та відзнак за незаперечний внесок в освіту регіонального та національного масштабів. Протягом восьми років він був керівником Регіональної інспекції освіти в Старій Загорі | 2024           |
| 136   | Микола Михайлов                      | науковець, керівник міжнародної компанії, донор та громадський діяч. Він є лауреатом численних нагород, зокрема «Премії Бурова». У 2020 році йому було присвоєно звання «Почесного доктора» Фракійського університету, Стара Загора. Він неодноразово обіймав посади спеціаліста, директора, менеджера, головного інженера, а також виконавчого директора «PSI» АД Стара Загора. Михайлов протягом багатьох років підтримує Художню галерею Старої Загори, жертвуючи кошти на перетворення залів на галерею | 2024           |